# Slow Damage
Slow Damage (スロウ・ダメージ) es una novela visual japonesa desarrollada por Nitro+Chiral para Windows. Salió a la venta en Japón el 25 de febrero de 2021. El guion fue escrito por Fuchii Kabura y el arte fue realizado por Yamada Uiro. La banda sonora fue compuesta por ZIZZ Studio y cuenta con canciones de Anna Evans golden folks, GOATBED y THE ANDS
JAST USA publicó una localización en inglés el 14 de noviembre de 2022.